# Chāvoshī-ye Jonūbī
Chāvoshī-ye Jonūbī (persiska: چاوُشئ جُنوبی, چاه وُشئ جَنوبی) är en ort i Iran.   Den ligger i provinsen Bushehr, i den centrala delen av landet, 800 km söder om huvudstaden Teheran. Chāvoshī-ye Jonūbī ligger 45 meter över havet och antalet invånare är 581.
Terrängen runt Chāvoshī-ye Jonūbī är platt österut, men västerut är den kuperad.Runt Chāvoshī-ye Jonūbī är det glesbefolkat, med 15 invånare per kvadratkilometer. Närmaste större samhälle är Khvormūj, 14,1 km öster om Chāvoshī-ye Jonūbī. Trakten runt Chāvoshī-ye Jonūbī är ofruktbar med lite eller ingen växtlighet.